# Chevrolet Indy V6
De Chevrolet Indy V6 motor is een 2,2-liter, twin-turbocharged, V-6 racemotor, ontwikkeld en geproduceerd door Ilmor Engineering-Chevrolet voor de IndyCar Series. Chevrolet is sinds 2012 een zeer succesvolle motorleverancier voor de IndyCar Series, met 33 IndyCar-overwinningen, 35 polepositions, 2 IndyCar Series-coureurstitels en 6 IndyCar Series-fabrikantstitels. Op 12 november 2010 bevestigde Chevrolet zijn terugkeer in de IndyCar Series 2012 na een afwezigheid van 6 jaar. Ze ontwerpen, ontwikkelen en assembleren de twin-turbo V6 Chevrolet IndyCar motor in samenwerking met Ilmor Engineering, en leveren motoren aan A. J. Foyt Enterprises, Dreyer & Reinbold Racing, Ed Carpenter Racing, Harding Racing, Juncos Racing, Lazier Partners Racing, en Team Penske-teams.

## Specificaties
- Motortype: Chevrolet V-6 - twin-turbocharged
- Capaciteit: 2,200 cc
- HP-waarde (speedway / 1.5-mile oval / permanent circuit): 575 pk (429 kW) / 625 pk (466 kW) / 675 pk (503 kW)
- Max. RPM/Toerentalbegrenzer: 12,000 tpm; 12,200 tpm bij inhalen
- Gewicht: 112.5 kg
- Oli-systeem: Dry-sump smering
- Turbocharger: Twin - BorgWarner EFR7163
- Turbolaanslagniveaus (speedway / 1.5-mile oval /  permanent circuit / push-to-pass): 1.3 bar (19 psi) / 1.4 bar (20 psi) / 1.5–1.6 bar (22–23 psi) / 1.65 bar (24 psi)
- Nokkenassen: Dubbel bovenliggende nokkenassen
- Klepbediening: Finger-follower
- Klepveren: Draad-type
- Cilinderkop: 4 kleppen (titanium) per cilinder
- Brandstofinjectie: Hitachi/Bosch 6x directe in-cylinder brandstof. Hitachi/Bosch 6x hoge druk poort injectoren
- Brandstof: Sunoco E85 (85% Ethanol, 15% racebenzine)
- Smeermiddelen: Shell Helix Ultra or Pennzoil Ultra Platinum (Team Penske)/Peak Motor Oil (andere Chevrolet-aangedreven teams)
- Blok & kop materiaal: Aluminium
- Krukas: Massief staal
- Drijfstangen: Massief staal
- Pistons: Massief aluminium
- Inlaatsystemen: Enkel plenum - koolstofvezel
- Gasklepsystemen: Elektronische gasklepregeling
- Elektronische besturingseenheid: McLaren Electronics - TAG-400I
- Levensduur motor: 4023–4587 km
- Versnellingsbak: Sequentiële versnellingsbak, halfautomatisch[3]

### Toepassingen
- Dallara IR-12